# The Red Pony (1949)
The Red Pony is een Amerikaanse western uit 1949 onder regie van Lewis Milestone. Het scenario is gebaseerd op de gelijknamige novelle uit 1933 van de Amerikaanse auteur John Steinbeck.

## Verhaal
Tom is een boerenzoon met moeilijke ouders. Hij is dol op zijn paard en raakt bevriend met de knecht. Wanneer hij het dier verliest, geeft hij zijn vader de schuld.

## Rolverdeling
| Acteur             | Personage        |
| ------------------ | ---------------- |
| Myrna Loy          | Alice Tiflin     |
| Robert Mitchum     | Billy Buck       |
| Louis Calhern      | Grootvader       |
| Shepperd Strudwick | Fred Tiflin      |
| Peter Miles        | Tom              |
| Margaret Hamilton  | Lerares          |
| Melinda Byron      | Jinx Ingals      |
| Jackie Jackson     | Jackie           |
| Beau Bridges       | Beau             |
| Don Reynolds       | Little Brown Jug |
| Nino Tempo         | Nino             |
| Tommy Sheridan     | Dale             |